# 洲見光男
洲見 光男（しゅうみ みつお）は、日本の法学者。同志社大学法学部教授。専門は刑事訴訟法。京都出身。

## 学歴
- 1979年 中央大学法学部法律学科卒業
- 1981年 早稲田大学大学院法学研究科公法学専攻博士前期課程修了
- 1988年 同後期課程単位取得満期退学

## 職歴
アメリカ（シカゴ）、ドイツ（アウクスブルク）で在外研究。フルブライト研究員（2000―2001年度、UCDavis）。旧司法試験第二次試験考査委員（2006年度）。明治大学法科大学院教授を経て、2007年4月より同志社大学に赴任。新司法試験考査委員。

## 恩師
学部は、渥美東洋ゼミに所属し、大学院は西原春夫に師事。

## 著書
- 椎橋隆幸編『ブリッジブック刑事裁判法』(信山社、2007年)
- 寺崎嘉博編著『刑事訴訟法』(八千代出版、2007年)

## 所属学会
- 日本刑法学会
- 日本被害者学会
- 日米法学会